# جورج واشنطن هوبكنز
جورج واشنطن هوبكنز (بالإنجليزية: George Washington Hopkins)‏ (و. 1804 – 1861 م) هو سياسي، ومحامي، ودبلوماسي من الولايات المتحدة الأمريكية.
وهو عضو في الحزب الديمقراطي الأمريكي.